# Emma Raducanu
Emma Raducanu (Toronto, Canadà; 13 de novembre de 2002) és una tennista professional britànica.
Va guanyar el US Open l'any 2021, quan ni tan sols havia disputat una final i havia debutat en el circuit WTA tres mesos abans, quan fou convidada a participar a Wimbledon. Després d'aquest victòria va escalar al 23è lloc del rànquing individual quan venia de fora del Top 100, i ja va esdevenir la tennista britànica amb millor rànquing. Va esdevenir en la primera jugadora de la història del tennis, home o dona, en guanyar deu partits en un mateix certamen i en arribar a una final d'un Grand Slam procedent de la fase prèvia. També va esdevenir la primera dona britànica a guanyar un títol individual important des de Virginia Wade a Wimbledon l'any 1977, i la primera en fer-ho a l'Obert dels Estats Units des de Wade en 1968.
Abans del seu debut a Wimbledon 2021, la millor classificació de la seva carrera al circuit d'individuals de la WTA era la número 333, assolida el 9 de març de 2020. Ha guanyat tres títols individuals en el Circuit ITF.

## Biografia
Raducanu (Răducanu en ortografia romanesa) va néixer a Toronto, Ontario, Canadà, de pare romanès i mare xinesa, ambdós treballadors del sector financer. La seva família es va traslladar a Londres quan ella tenia dos anys. Va començar a jugar a tennis als cinc anys a l'Acadèmia de Tennis de Bromley. Va ser alumna de la Newstead Wood School, una escola de secundària del districte londinenc de Bromley.
Visita diverses vegades a l'any a la seva àvia paterna a Bucarest (Romania). Els seus ídols del tennis són Li Na i Simona Halep.

## Torneigs de Grand Slam

### Individual: 1 (1−0)
| Resultat   | Núm. | Any  | Torneig | Oponent                | Marcador |
| ---------- | ---- | ---- | ------- | ---------------------- | -------- |
| Guanyadora | 1.   | 2021 | US Open | Leylah Annie Fernandez | 6−4, 6−3 |

## Carrera professional

### 2021: WTA Tour, debut al Grand Slam, top 200
Raducanu va fer el seu debut en el primer grup de la WTA Tour a l'Open de Nottingham de 2021, on va obtenir l'entrada amb una invitació.
El juny, Raducanu va debutar en el quadre principal d'un Grand Slam amb una wildcard pel Campionat de Wimbledon de 2021. Va passar a la quarta ronda amb victòries inicials sobre Vitalia Diatchenko i Markéta Vondroušová. Va ser la britànica més jove a arribar a la tercera ronda del Wimbledon des d'Elena Baltacha el 2002, també amb 18 anys. Aleshores va derrotar a Sorana Cîrstea per assolir la quarta ronda, convertint-se, als 18 anys i 239 dies, en la britànica més jove en arribar als vuitens de final de l'Era Open, i garantitzant estar en el top-185 de la classificació de la WTA, després d'haver estat el nombre 338 al començament de Wimbledon. El 5 de juliol de 2021, Raducanu es va retirar en el segon set del seu partit de quarta ronda contra Ajla Tomljanović, a causa de dificultats respiratòries.

## Palmarès

### Individual: 1 (1−0)
| Llegenda         |
| ---------------- |
| Grand Slam (1−0) |
| WTA Finals (0−0) |
| WTA 1000 (0−0)   |
| WTA 500 (0−0)    |
| WTA 250 (0−0)    |

| Títols per superfície |
| --------------------- |
| Dura (1−0)            |
| Gespa (0−0)           |
| Terra batuda (0−0)    |

| Resultat   | Núm. | Data                   | Torneig               | Superfície | Oponent                | Marcador |
| ---------- | ---- | ---------------------- | --------------------- | ---------- | ---------------------- | -------- |
| Guanyadora | 1.   | 11 de setembre de 2021 | US Open, Estats Units | Dura       | Leylah Annie Fernandez | 6−4, 6−3 |

### Circuit ITF

#### Individual: 5 (3−2)
| Circuit ITF             |
| ----------------------- |
| Torneigs 100.000$ (0−0) |
| Torneigs 75.000$ (0−0)  |
| Torneigs 50.000$ (0−0)  |
| Torneigs 25.000$ (1−1)  |
| Torneigs 15.000$ (2−1)  |
| Torneigs 10.000$ (0−0)  |

| Títols per superfície |
| --------------------- |
| Dura (3−2)            |
| Gespa (0−0)           |
| Terra batuda (0−0)    |

| Resultat   | Núm. | Data             | Torneig                | Superfície | Oponent          | Marcador      |
| ---------- | ---- | ---------------- | ---------------------- | ---------- | ---------------- | ------------- |
| Guanyadora | 1.   | maig de 2018     | Tiberíades, Israel     | Dura       | Hélène Scholsen  | 7−6(3), 6−4   |
| Guanyadora | 2.   | octubre de 2018  | Antalya, Turquia       | Dura       | Johana Marková   | 6−4, 6−2      |
| Finalista  | 1.   | març de 2019     | Tel-Aviv, Israel       | Dura       | Corinna Dentoni  | 4−6, 3−6      |
| Guanyadora | 3.   | desembre de 2019 | Poona, Índia           | Dura       | Naiktha Bains    | 3−6, 6−1, 6−4 |
| Finalista  | 2.   | març de 2020     | Sunderland, Regne Unit | Dura (i)   | Viktoriya Tomova | 6−4, 4−6, 3−6 |

### Títols WTA 125s
| Resultat  | Núm. | Data               | Torneig               | Superfície | Oponent      | Marcador      |
| --------- | ---- | ------------------ | --------------------- | ---------- | ------------ | ------------- |
| Finalista | 1.   | 22 d'agost de 2021 | Chicago, Estats Units | Dura       | Clara Tauson | 1−6, 6−2, 4−6 |

## Trajectòria

### Individual
| Open d'Austràlia | A   | A   | A   | A    | 2R | 2R | 2R | 0 / 3  | 3 – 3  |
| Roland Garros | A   | A   | A   | A    | 2R |    |    | 0 / 1  | 1 – 1  |
| Wimbledon | Q1  | Q1  | NC  | 4R   | 2R |    |    | 0 / 2  | 4 – 2  |
| US Open | A   | A   | A   | G    | 1R |    |    | 1 / 2  | 7 – 1  |
| Total Victòries−Derrotes | 0−0 | 0−0 | 0−0 | 12−6 |    |    |    | 13 – 8 | 13 – 8 |
| Rànquing a final d'any | 692 | 503 | 343 | 19   |    |    |    |        |        |
| Llegenda: G: Guanyadora; F: Finalista; SF: Semifinalista; QF: Quarts de final; Q: Qualificació; A: Absent; RR: Round Robin; |     |     |     |      |    |    |    |        |        |

## Guardons
- WTA Newcomer of the Year: 2021[22]
- BBC Sports Personality of the Year: 2021[23]